# Amorosa (film, 1986)
Pour les articles homonymes, voir Amorosa.
Pour plus de détails, voir Fiche technique et Distribution.
Amorosa est un film suédois réalisé par Mai Zetterling, sorti en 1986.

## Synopsis
La vie de la romancière Agnes von Krusenstjerna.

## Fiche technique
- Titre : Amorosa
- Réalisation : Mai Zetterling
- Scénario : Mai Zetterling
- Musique : Roger Wallis
- Photographie : Rune Ericson et Mischa Gavrjusjov
- Montage : Darek Hodor et Mai Zetterling
- Production : Bengt Forslund
- Société de production : SVT Drama et Sandrews
- Société de distribution : Carlotta Films (France)
- Pays :  Suède
- Genre : Biopic et drame
- Durée : 117 minutes
- Dates de sortie : 
  -  Suède : 14 mars 1986
  -  France : 9 août 2023

## Distribution
- Stina Ekblad : Agnes von Krusenstjerna
- Erland Josephson : David Sprengel
- Philip Zandén : Adolf von Krusenstjerna
- Lena T. Hansson : Ava de Geer
- Peter Schildt : Gerhard Odencrantz
- Catherine de Seynes : Eva von Krusenstjerna
- Olof Thunberg : Ernst von Krusenstjerna
- Börje Ahlstedt : Joachin Rosenhjelm
- Inga Gill : Mlle. Tollen
- Gösta Krantz : Felix
- Anita Björk : Arvida
- Heinz Hopf : le docteur Iller
- Anja Landgré : Magnhild
- Mimi Pollak : Mlle. Rosenhjelm
- Gunnel Broström : Evelina Hamilton
- Lauritz Falk : Hugo Hamilton
- Johan Rabaeus : Jan Guy Hamilton
- Rico Rönnbäck : Edward von Krusenstjerna
- Margreth Weivers : Beda
- Henrik Schildt : Frey Odencrantz
- Nils Eklund : Salomon
- Eva von Hanno : l'infirmière Maja

## Distinctions
Le film a été présenté en sélection officielle en compétition à la Mostra de Venise 1986.